# Lista över offentlig konst i Kalmar kommun
Lista över offentlig konst i Kalmar kommun är en ofullständig förteckning över främst utomhusplacerad offentlig konst i Kalmar kommun.
| Titel                                               | Konstnär(er)                            | Årtal | Beskrivning | Typ - material                        | Plats Koordinater                                                                                        | Bild                                                             |
| --------------------------------------------------- | --------------------------------------- | ----- | ----------- | ------------------------------------- | --- | ---------------------------------------------------------------- |
| Avig 1-Häst                                         | Stina Alm                               | 2004  |             | Skulptur - Trä                        | Biblioteket/interiör (Tullslätten 4) (inomhus) koordinater saknas                                        | Det är troligen inte ok att ladda upp en bild av detta konstverk |
| Bada i balja                                        | Åke Jönsson                             | 1976  |             | Skulptur - Brons                      | Innergården, Wollinska stiftelsens hus (Ståthållaregatan 3J) koordinater saknas                          |                                                                  |
| Badflicka                                           | Arvid Källström                         | 1935  |             | Skulptur - Sten                       | Tullbrons landfäste (Olof Palmes gata) koordinater saknas                                                |                                                                  |
| Bysten, Johan Jeansson                              | Arvid Källström                         | 1937  |             | Skulptur - Brons                      | Stadsparken (Slottsvägen) koordinater saknas                                                             |                                                                  |
| Den läsande familjen                                | Erik Höglund                            | 1983  |             | Skulptur - Brons                      | Tullslätten (Tullslätten/Unionsgatan) 56.6644, 16.35532                                                  |                                                                  |
| Eilerts häst                                        | Anders Lönn                             | 1989  |             | Skulptur - Trä                        | Lindöskolan (Lindövägen 3) koordinater saknas                                                            |                                                                  |
| Farfar                                              | Sven Lundquist                          | 1980  |             | Skulptur - Sten                       | Stensbergs servicehem, vid entré (Ståthållaregatan 3J) koordinater saknas                                |                                                                  |
| Flicka knyter sitt hår                              | Tore Strindberg                         | 1946  |             | Skulptur - Brons                      | Dryadparken (Olof Palmes gata) 56.66308, 16.35601                                                        |                                                                  |
| Flygande tunnan, Blå solen, Jalousie                | Raine Navin                             |       |             | Skulptur - Stål, betong               | Länssjukhuset ( Lasarettsvägen) koordinater saknas                                                       |                                                                  |
| Flöjtspelaren                                       | Thomas Qvarsebo                         | 1987  |             | Skulptur - Brons                      | Minneslunden S:a Kyrkogården (Kungsgatan) koordinater saknas                                             |                                                                  |
| Fontän                                              | Bård Breivik                            | 1992  |             | Skulptur - Röd Granit                 | Utanför entré Jenny Nyströmgymnasiet (Smålandsgatan 23) koordinater saknas                               |                                                                  |
| Forellen                                            | Paul Hoff                               | 1994  |             | Skulptur - Brons                      | Stagneliusskolans skolgård (Norra Kanalgatan) koordinater saknas                                         |                                                                  |
| Gladan                                              | Edwin Böck                              | 1996  |             | Skulptur - Sten, järn                 | Invid trottoar (Stagneliusgatan 1) koordinater saknas                                                    |                                                                  |
| Golgata                                             | Sven Lundquist                          | 1975  |             | Skulptur - Sten                       | St Birgitta kyrka, exteriört vid entré (Villagatan 2) koordinater saknas                                 |                                                                  |
| Grafisk mönstrad betong                             | Mikael Göransson                        | 2008  |             | Utsmyckning - Grafisk betong          | Polishuset, ytterväggar (Galggatan 4) koordinater saknas                                                 |                                                                  |
| Grafisk skulptur                                    | Christer Jansson                        | 2004  |             | Skulptur - Trä                        | Biblioteket/interiör (Tullslätten 4) (inomhus) koordinater saknas                                        | Det är troligen inte ok att ladda upp en bild av detta konstverk |
| Guldbollen                                          | Bengt Johansson                         | 2011  |             | Skulptur - Trä, Metall                | Utanför Guldfågeln arena (Trångsundsvägen 40) koordinater saknas                                         |                                                                  |
| Helige Kristoffer                                   | Arvid Källström                         | 1937  |             | Skulptur - Brons                      | Gamla kyrkogården (Kungsgatan) koordinater saknas                                                        |                                                                  |
| Horn, skål och bjällra                              | Pierre Olofsson                         | 1962  |             | Skulptur - Koppar                     | Brofästet konferenscenter (Gröndalsvägen 19) koordinater saknas                                          |                                                                  |
| Hugin och Munin                                     | Ehud Shafrir                            | 1983  |             | Skulptur - Rostfritt stål             | Stadsbibliotekets tak (Tullslätten 4) koordinater saknas                                                 |                                                                  |
| Industrin bryter terräng                            | Vassil Simittchiev                      | 1987  |             | Skulptur - Sten, Stålplåt             | Stadsparken (Slottsvägen) koordinater saknas                                                             |                                                                  |
| Jimmys                                              | Monika Gora                             | 2006  |             | Skulptur - Polyester, Glasfiber       | Norrlidstorget (Norrlidstorget 7) koordinater saknas                                                     |                                                                  |
| Johan Jeansson                                      | Arvid Källström                         | 1937  |             | Skulptur - Brons                      | Stadsparken (Slottsvägen) koordinater saknas                                                             |                                                                  |
| Kattpar                                             | Bengt D. Silfverstrand                  | 1977  |             | Skulptur - Järnsmide                  | Badplatsen Kattrumpan (Östra Vallgatan) koordinater saknas                                               |                                                                  |
| Kyssen                                              | Ann Wolff                               | 1999  |             | Skulptur - Brons                      | Kalmar teater, Foajén (Larmtorget 1) (inomhus) koordinater saknas                                        | Det är troligen inte ok att ladda upp en bild av detta konstverk |
| Lekskulptur                                         | Bengt Johansson                         | 1976  |             | Lekskulptur - Trä                     | Stadsparken (Slottsvägen) koordinater saknas                                                             |                                                                  |
| Mandala                                             | Takashi Naraha                          | 2001  |             | Skulptur - Diabas                     | Stadsparken (Slottsvägen) koordinater saknas                                                             | Mandala                                                          |
| Minnessten Unionsåret                               | Signerad av fem nordiska statsöverhuvud | 1997  |             | Minnessten - Sten                     | Gamla kyrkogården (Kungsgatan) koordinater saknas                                                        |                                                                  |
| Minnesstenar över projekt under Unionsjubiléet 1997 | Eivor Åberg                             | 1997  |             | Minnessten - Keramik                  | I gatans stenmönster (Norra Långgatan) koordinater saknas                                                |                                                                  |
| Möten                                               | Liselotte Henriksen                     | 1999  |             | Skulptur - Sten, glas                 | Norra kyrkogården (Norra vägen) koordinater saknas                                                       |                                                                  |
| Navigare necesse es't                               | Eric Grate                              | 1972  |             | Skulptur - Brons                      | Sveaplan (Esplanaden 30) koordinater saknas                                                              |                                                                  |
| Nils Kreugers gravsten                              | Christan Eriksson                       | 1930  |             | Gravsten - Sten                       | Södra kyrkogården (Kungsgatan) koordinater saknas                                                        |                                                                  |
| Nonfigurativ skulptur                               | Folke Truedsson                         | 1969  |             | Skulptur - Förgylld brons             | Utanför Oxhagshemmet (Sankt Kristoffers väg 3) koordinater saknas                                        |                                                                  |
| Paret                                               | Liss Eriksson                           | 1976  |             | Skulptur - Brons                      | Stadsparken (Slottsvägen) koordinater saknas                                                             |                                                                  |
| Pergolaporten                                       | Elisabeth Toubro                        | 2009  |             | Skulptur - Trä, rostfritt stål        | Polishuset (Erik Dahlbergs väg) koordinater saknas                                                       |                                                                  |
| Postbonden                                          | Stig Blomberg                           | 1947  |             | Skulptur - Brons                      | Entrén till Gamla Posthuset (Esplanaden 30) koordinater saknas                                           |                                                                  |
| Samband                                             | Lis Gram                                | 1997  |             | Skulptur - Tegel                      | Danska kullarna, 200 m söder om Kalmar slott (Kalmarsundsparken) koordinater saknas                      |                                                                  |
| Segel                                               | Leo Janis-Brieditis                     | 1990  |             | Skulptur - Rostfritt stål             | Elevatorkajen (Skeppsbrogatan) koordinater saknas                                                        |                                                                  |
| Simhopparen                                         | Carl Eldh                               | 1933  |             | Skulptur - Brons                      | Framför Stagneliusskolan gymnastiksal invid Fredriksskanskanalen (Fredriksskansgatan) koordinater saknas |                                                                  |
| Sista paret ut                                      | Erik Reimhult                           | 1976  |             | Skulptur - Brons                      | Skälby, framför huvudbyggnaden (Skälbyallén 7) koordinater saknas                                        |                                                                  |
| Sju hav                                             | Edwin Böck                              | 2004  |             | Skulptur - Diabas                     | I trottoaren utanför Turistbyrån (Ölandskajen/Landgången) koordinater saknas                             | Sju hav                                                          |
| Sjöjungfrun                                         | Arvid Källström                         | 1935  |             | Skulptur - Brons                      | Lilla torget (Ölandsg/Västra Sjögatan) koordinater saknas                                                | Sjöjungfrun                                                      |
| Skivspel/Vingspel                                   | Åke Lagerborg                           | 1979  |             | Skulptur - Rostfritt stål             | Södra Ängö (Ängöleden) koordinater saknas                                                                |                                                                  |
| Snäckan                                             | Axel Nordell                            |       |             | Lekskulptur - Trä                     | Påryd, ICA-affären (Pårydsgatan 40) koordinater saknas                                                   |                                                                  |
| Sol vind vatten                                     | Bengt Johansson                         | 1999  |             | Skulptur - Trä, Metall                | Kalmar Dämme (Hagbynäsvägen) koordinater saknas                                                          |                                                                  |
| Solur                                               | Edwin Böck                              | 1993  |             | Skulptur - Sten, rostfritt stål       | Innergården, Wollinska stiftelsens hus (Ståthållareg. 3) koordinater saknas                              |                                                                  |
| Spelande satellitfontän                             | Olle Adrin                              | 1980  |             | Skulptur - Rostfritt stål             | Brofästet konferenscenter, innergård (Gröndalsvägen 19) 56.67806, 16.35618                               | Fler bilder                                                      |
| Springflickan                                       | Arvid Källström                         | 1934  |             | Skulptur - Brons                      | Stadsparken (Slottsvägen) koordinater saknas                                                             |                                                                  |
| Stagnelius                                          | Knut Jern                               | 1948  |             | Skulptur - Brons                      | Stadsbibliotekets entré (Tullslätten 4) koordinater saknas                                               |                                                                  |
| Stele                                               | Frank Thomsen                           | 1993  |             | Skulptur - Sten                       | Norrgård (Norra vägen 47) koordinater saknas                                                             |                                                                  |
| Stenklotet i Vattnet                                | Okänd                                   | 2000  |             | Skulptur - Sten                       | Jordbroporten (Skeppsbrogatan/Kaggensgatan) koordinater saknas                                           |                                                                  |
| Stortorget                                          | Eva Löfdahl Adam Caruso                 | 2004  |             | Helhetsgestaltning - Sten, Stål       | Stortorget (Västra sjög./Östrasjög.) koordinater saknas                                                  |                                                                  |
| Stranden                                            | Lars Hellsten                           | 1996  |             | Skulptur - Glas, sten                 | Kalmar flygplats (Flygplatsvägen 32) koordinater saknas                                                  |                                                                  |
| Svanfamiljen                                        | Stefan Thorén                           | 1976  |             | Skulptur - Förgylld brons             | Fredrikskansbrons östra sida (Fredriksskansgatan) koordinater saknas                                     |                                                                  |
| Tyngdlyftaren                                       | Thomas Qvarsebo                         | 1947  |             | Skulptur - Brons                      | Kalmar Sportcenter, entré interiört (Smålandsgatan 21) (inomhus) koordinater saknas                      | Det är troligen inte ok att ladda upp en bild av detta konstverk |
| Ungdom                                              | Carl Eldh                               | 1932  |             | Skulptur - Brons                      | Dryadparken (Olof Palmes gata) koordinater saknas                                                        |                                                                  |
| Unionsmonumentet                                    | Roj Friberg                             | 1997  |             | Skulptur - Gjutjärn, Putsad tegelvägg | Vallen mellan Frimurarhotellet och Järnvägsstationen (Stationsgatan) koordinater saknas                  |                                                                  |
| Ur Kalmars historia                                 | Lars Larsson                            | 1986  |             | Utsmyckning - Järnsmide               | Tullbron, broräcke (Olof Palmes gata) koordinater saknas                                                 |                                                                  |
| Vasabrunnen                                         | Nils Sjögren                            | 1926  |             | Skulptur - Brons                      | Larmtorget (Larmtorget) koordinater saknas                                                               | Vasabrunnen                                                      |
| Vasamonumentet                                      | Okänd                                   | 1851  |             | Skulptur - Gjutjärn                   | Stadsparken (Slottsvägen) koordinater saknas                                                             | Vasamonumentet                                                   |
| Vindil                                              | Elsie Dahlberg                          | 1983  |             | Skulptur - Brons                      | På stenmuren - Floras kulle (Larmgatan) koordinater saknas                                               |                                                                  |
| Vridningen                                          | Anders Lönn                             | 1987  |             | Skulptur - Trä                        | Rondell Karlsro (Karlsro) koordinater saknas                                                             |                                                                  |
| Vänskap                                             | Algimatis Vytenas                       | 1996  |             | Skulptur - Brons                      | Vänortsparken (Södra vägen/Tullslätten) koordinater saknas                                               |                                                                  |
| Huset och Blomman                                   | Eva Lange                               | 1999  |             | Skulptur                              | koordinater saknas                                                                                       |                                                                  |
| Från Sahara till oss                                | Björn Ed                                | 2001  |             | Gestaltning av skolgård               | Sjöängsskolan koordinater saknas                                                                         |                                                                  |